# Alive (Vincent Bueno-sang)
Alive er sang af østrigsk-filippinske sanger Vincent Bueno. Den blev valgt til at repræsentere Østrig i Eurovision Song Contest 2020 den 12. december 2019.